# Parafia św. Jakuba Apostoła w Przesmykach
Parafia Świętego Jakuba Apostoła w Przesmykach – parafia rzymskokatolicka w dekanacie łosickim.
Parafia erygowana w 1224 roku. Obecny kościół parafialny drewniany, wybudowany w 1776.
Styl - barokowy. 